# Noguera Ribagorzana
De Noguera Ribagorçana (Catalaans) of Noguera Ribagorzana (Spaans) is een rivier in Noord-Spanje. Voor een groot gedeelte vormt deze 130 km lange rivier de grens tussen Catalonië en Aragón. Hij ontspringt in de gemeente Vielha e Mijaran (Val d'Aran) op een hoogte van ongeveer 2400m en de vallei van zijn bovenloop vormt de hoofdtoegang tot Val d'Aran (N-230 weg en de Vielha tunnel (5230m lang) onder de Waterscheiding. De rivier gaat langs de traditionele gemeente Ribagorza en het dorp El Pont de Suert (Alta Ribagorça). Twee dammen vormen twee grote stuwmeren: de Escales bij Pont de Suert en de Canelles boven Ivars de Noguera (Noguera). De Noguera Ribagorçana stroomt in de Segre rechts van de Vilanova de la Barca (Segrià). Zijn stroomgebied is 2036km² groot.